# Buchtienia
Buchtienia – rodzaj roślin z rodziny storczykowatych (Orchidaceae). Obejmuje 4 gatunki występujące w Ameryce Południowej w takich krajach jak: Boliwia, Brazylia, Ekwador, Paragwaj, Peru.

## Systematyka
Rodzaj sklasyfikowany do podplemienia Spiranthinae w plemieniu Cranichideae, podrodzina storczykowe (Orchidoideae), rodzina storczykowate (Orchidaceae), rząd szparagowce (Asparagales) w obrębie roślin jednoliściennych.
Wykaz gatunków
- Buchtienia boliviensis Schltr.
- Buchtienia ecuadorensis Garay
- Buchtienia nitida (Vell.) Fraga & Meneguzzo
- Buchtienia rosea Garay